# Phisalixella tulearensis
Espèce
Synonymes
- Stenophis tulearensis Domergue, 1995

Statut de conservation UICN

 LC  : Préoccupation mineure
Phisalixella tulearensis est une espèce de serpents de la famille des Lamprophiidae. 

## Répartition
Cette espèce est endémique de la province de Toliara à Madagascar.

## Publication originale
- Domergue, 1995 : Serpents de Madagascar: Note liminaire sur des espèces nouvelles du genre Stenophis Boulenger, 1896 (Colubridae: Boiginae). Archives de l'Institut Pasteur de Madagascar, vol. 61, n. 2, p. 121-122.